# Eberhard Buchwald
Eberhard Buchwald (ur. 16 lipca 1886 we Wrocławiu, zm. 14 sierpnia 1975 w Warinie) – niemiecki fizyk, profesor fizyki teoretycznej.

## Życiorys
Był absolwentem fizyki na uniwersytetach w Breslau, Würzburgu, Bonn i Monachium. Doktorat w 1909 zrobił na Schlesische Friedrich-Wilhelms-Universität zu Breslau, gdzie następnie pełnił funkcję asystenta. Habilitował się w 1917, w 1921 został mianowany profesorem nadzwyczajnym, a w 1923 profesorem zwyczajnym. Objął katedrę fizyki teoretycznej w Wyższej Szkole Technicznej Wolnego Miasta Gdańska; w latach 1929–1930 był rektorem tej uczelni. Od października 1945 do 1954 pracował jako profesor zwyczajny na Uniwersytecie Friedricha Schillera w Jenie.
Od 1953 był członkiem Niemieckiej Akademii Przyrodników Leopoldina w Halle. W 1963 otrzymał doktorat honoris causa Uniwersytetu Eberharda i Karola w Tybindze.